# Ignacio Poletti
Ignacio Francisco José Poletti Signorelli (Santa Fe, 28 aprile 1930 – Buenos Aires, 13 novembre 2023) è stato un cestista argentino.

## Carriera
Con l'Argentina ha disputato i Giochi olimpici di Helsinki 1952.